# Zaraevo, Tărgoviște
Zaraevo (în bulgară Зараево) este un sat în comuna Popovo, regiunea Tărgoviște,  Bulgaria. 

## Demografie
Componența etnică a satului Zaraevo
     Turci (19,54%)
     Nicio identificare (56,35%)
     Bulgari (24,1%)
     Romi (0%)
La recensământul din 2011, populația satului Zaraevo era de 921 locuitori. Nu există o etnie majoritară, locuitorii fiind bulgari (24,1%) și turci (19,54%). Pentru 56,35% din locuitori nu este cunoscută apartenența etnică.